# Суксинское сельское поселение
Суксинское се́льское поселе́ние — муниципальное образование в Высокогорском районе Татарстана Российской Федерации.
Административный центр — село Суксу.

## География
Расположено в северо-западной части района. Население составляет 704 человека (по данным на 2010 год).

## История
Статус и границы сельского поселения установлены Законом Республики Татарстан от 31 января 2005 года № 20-ЗРТ «Об установлении границ территорий и статусе муниципального образования „Высокогорский муниципальный район“ и муниципальных образований в его составе».

## Население
| 2010 | 2011 | 2012 | 2013 | 2014 | 2015 | 2016 |
| ---- | ---- | ---- | ---- | ---- | ---- | ---- |
| 698  | ↗699 | ↘684 | ↗707 | ↗709 | ↗711 | ↗716 |
| 2017 | 2018 |      |      |      |      |      |
| ↘689 | ↗694 |      |      |      |      |      |

## Состав сельского поселения
| № | Населённый пункт | Тип населённого пункта       | Население |
| - | ---------------- | ---------------------------- | --------- |
| 1 | Большой Рясь     | деревня                      |           |
| 2 | Кундурла         | деревня                      |           |
| 3 | Малый Рясь       | деревня                      |           |
| 4 | Суксу            | село, административный центр | ↘289      |
| 5 | Ташсу            | деревня                      |           |
| 6 | Чамяк            | деревня                      |           |